# Operation Flashpoint: Red River
Operation Flashpoint: Red River è un videogioco per PlayStation 3, Xbox 360 e Microsoft Windows. È il sequel di Operation Flashpoint: Dragon Rising.

## Trama
La trama del gioco riguarda un conflitto immaginario in Tagikistan nel 2013. Quando una guerra civile scoppia nel paese, il corpo dei Marines degli Stati Uniti interviene per sedare le rivolte. Tuttavia, l'Esercito di Liberazione Popolare della vicina Cina diventa sospetto. Quando viene ordinano ai Marines ad andarsene, essi si rifiutano, ed esplode un nuovo conflitto. Tu sei a capo della squadra Bravo impegnato in missioni per vincere la guerra. Sarai guidato dal sergente di squadra Knox il quale fornirà alla tua e alle altre squadre(Alpha e Charlie) un decalogo per sopravvivere nell'inferno tajiko.
La squadra Bravo è composta da 4 elementi:
- Sgt. Kirby: È il capo della squadra. È un fuciliere equipaggiato con fucili d'assalto come M4 e M16A4.
- LCpl. Taylor: È il granatiere, trasporta molte bombe e granate, ed è equipaggiato con fucile d'assalto M4 e mitragliatore MP5.
- Cpl. Soto: È il cecchino del gruppo, agile e rapido ma poco resistente agli attacchi nemici, è equipaggiato con fucili da tiratore scelto.
- Cpl. Balletto: Mitragliere del team, usa mitragliatrici leggere per fornire fuoco di soppressione su gruppi di nemici.

## Accoglienza
La rivista Play Generation diede alla versione per PlayStation 3 un punteggio di 81/100, apprezzando il fatto che fosse originale nei ritmi e nella sostanza e la modalità cooperativa particolarmente indovinata e come contro il suo essere tecnicamente scarno e che gli scontri a lungo raggio potevano risultare poco emozionanti, finendo per trovarlo un titolo non perfetto, ma dalla spiccata personalità, che offriva un'esperienza diversa a chi amava i giochi ad ambientazione bellica.